# Starbreeze Studios
A Starbreeze Studios egy stockholmi székhelyű svéd videójáték-fejlesztő cég, melyet a Triton democsapat egykori tagjai alapítottak.

## A cég története
A céget 1998-ban alapították O3 Games néven. 2000-ben az O3 Games egyesült a kisebb Starbreeze Studioszal, amely akkori székhelye Härnösandban volt. 2002 novemberében az anyacéget átnevezték Starbreeze AB-re, amelynek a Starbreeze Studios AB a teljes tulajdonú leányvállalata lett. A Starbreeze 2000 óta fenn van az Aktietorget svéd értéktőzsdén, a cég részvényeit nyilvánosan forgalmazzák. 2012-ben a Starbreeze körülbelül 93 személyt foglalkoztatott.
A Starbreeze Studios alapítói között a Triton democsapat több egykori tagja, köztük Magnus Högdahl is ott volt, aki 2009 júliusáig a cég technológiai vezetője volt. Högdahl Fredrik Ljungdahllal, Jens Matthiesszel, Jim Kjellinnel, Kjell Emanuelssonnal, Michael Wynne-nel és Jerk Gustafssonnal 2009-ben megalapította a MachineGames fejlesztőstúdiót, amit később felvásárolt a ZeniMax Media.
2012 júniusában a Starbreeze Studios felvásárolta a Payday: The Heist fejlesztőjét, az Overkill Software-t. A felvásárlás után a két cég egyesítette székhelyét Stockholm Johanneshov városrészében. Az egyesítés anyagi sikerekkel járt, a cég első 15 éve alatt 94 millió svéd korona veszteség halmozott fel, viszont a 2013-as év utolsó hat hónapjában 90,3 millió korona profitra tettek szert. A félév összes, 130,4 milliós bevételből 121,1 milliót a Payday 2, 7,7 milliót a Payday: The Heist és 1,6 milliót a Brothers: A Tale of Two Sons tett ki.

## Videójátékaik
O3 Games néven
- 2000 – The Outforce (Microsoft Windows)

Starbreeze Studios néven
- 2002 – Enclave (Microsoft Windows, Xbox)
- 2003 – Knights of the Temple: Infernal Crusade (Nintendo GameCube, Microsoft Windows, Xbox, PlayStation 2)
- 2004 – The Chronicles of Riddick: Escape from Butcher Bay (Xbox, Microsoft Windows)
- 2007 – The Darkness (Xbox 360, PlayStation 3)
- 2009 – The Chronicles of Riddick: Assault on Dark Athena (Microsoft Windows, PlayStation 3, Xbox 360)
- 2012 – Syndicate[4][5] (Microsoft Windows, PlayStation 3, Xbox 360)
- 2013 – Payday 2 (Microsoft Windows, PlayStation 3, Xbox 360) (az Overkill Software játéka, azonban a Starbreeze alkalmazottai is közreműködtek a fejlesztésében)
- 2013 – Brothers: A Tale of Two Sons (Microsoft Windows, PlayStation 3, Xbox 360)
- TBA – Storm (TBC) (a Starbreeze és az Overkill Software közös fejlesztése)